# Progressistas
Progressistas (PP) é um partido político brasileiro de centro-direita. Fundado e registrado definitivamente em 1995, surgiu a partir de fusões entre grupos que tiveram ligação com a Aliança Renovadora Nacional (ARENA), o partido governista da ditadura militar (1964-1985).
Desde sua fundação até 2003 foi denominado Partido Progressista Brasileiro (PPB) e, entre 2003 e 2017, foi denominado Partido Progressista (PP). Em abril de 2025, o partido possuía 1.316.230 filiados, sendo o terceiro maior do país. Atualmente também é o quarto com mais senadores (com o PSDB), o quarto com mais deputados federais, o segundo com mais prefeitos e o segundo com mais vereadores.Ao longo da história, o PP deu apoio aos ex-presidentes Fernando Henrique Cardoso, Luiz Inácio Lula da Silva, Dilma Rousseff, Michel Temer e Jair Bolsonaro. Passou à oposição durante o terceiro Governo Lula.

## História

### Fundação do partido e participação no Governo Fernando Henrique Cardoso
O Partido Progressista Brasileiro (PPB) foi criado em 14 de setembro de 1995, como resultado da fusão entre o Partido Progressista (1993–1995) e o Partido Progressista Reformador. Os progressistas eram um partido menor, de forma que as grandes lideranças nacionais albergadas no PPR logo dispuseram de grande protagonismo. Os grandes líderes do PPR incluíam o prefeito de São Paulo, Paulo Maluf; o presidente nacional da sigla, Esperidião Amin (SC) e o deputado federal Francisco Dornelles (RJ).

Convenção nacional do PPB. Francisco Dornelles (PPB-RJ) à esquerda, junto ao Presidente Fernando Henrique Cardoso (PSDB), Paulo Maluf (PPB-SP) e do vice-presidente Marco Maciel (PFL).

O PPB nasceu com 85 deputados federais e 8 senadores, todos integrantes da base do Governo Fernando Henrique Cardoso. A posição situacionista se manteve após a fusão, inclusive com a nomeação de Francisco Dornelles ao Ministério da Industria e Comércio. O presidente Fernando Henrique Cardoso (PSDB) na ocasião afirmou que a nomeação de Dornelles implicava na "participação direta do PPB no governo". No entanto, uma linha interna do partido liderada por Maluf contestava a adesão do PPB ao governo e reclamava ao partido uma posição de independência com a nomeação pessoal e não vinculante de Dornelles.
Malgrada a forte oposição dos dirigentes do PPB paulista ao Governo F.H.C., o partido se associou consideravelmente à coalizão tucana no Congresso Nacional. Os senadores Epitácio Cafeteira (PPB-MA) e Bernardo Cabral (PPB-AM) trabalharam fortemente para impedir a abertura de uma comissão parlamentar de inquérito para investigar o programa de ajuda financeira aos bancos feito pelo governo federal em 1996.
O PPB também desempenhou participação determinante para a aprovação da reforma da previdência social do governo Cardoso. A imprensa chegou a noticiar, a esse respeito, que para votar com o governo o PPB fora beneficiado com a renegociação da dívida do município de São Paulo, como forma de atrair o grupo de Maluf.

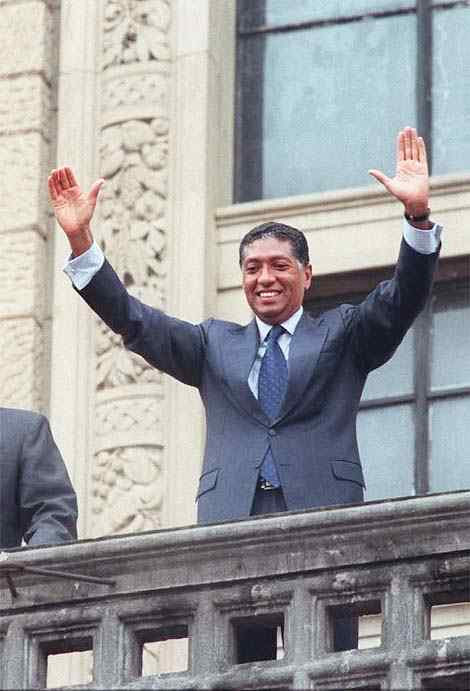
Prefeito de São Paulo, Celso Pitta (PPB).

As Eleições municipais no Brasil em 1996 foram o primeiro teste eleitoral do PPB. Para disputar a prefeitura de São Paulo, Paulo Maluf escolheu como sucessor o seu Secretário de Finanças, Celso Pitta (PPB). No Rio de Janeiro, o partido aderiu à coligação que apoiava a candidatura do tucano Sérgio Cabral Filho.
A campanha em São Paulo tomou proporções nacionais, com o grande empenho de Maluf para eleger Pitta. Grandes embates evolvendo acusações de favorecimento com a máquina do governo opuseram os líderes do PPB aos seus rivais. No final da campanha, a mídia divulgou um escândalo em que Pitta, enquanto secretário, teria realizado negócios lesivos ao município de São Paulo utilizando títulos públicos. Nada obstante, o pepebista obteve desempenho de primeiro turno muito favorável, com larga vantagem sobre a segunda colocada, Luiza Erundina (PT): 48% contra 24% dos votos válidos.
Em todo o Brasil, o PPB elegeu 625 prefeitos, sendo 142 deles no Rio Grande do Sul, 54 em São Paulo, dez no Rio de Janeiro e 64 em Santa Catarina. Quatro capitais foram conquistadas: além de São Paulo, com Pitta, Florianópolis, com Ângela Amin, Manaus, com Alfredo Nascimento, e Palmas, com Odir Rocha. O PPB elegeu ainda 7.200 vereadores em todo o país, a maioria deles, 1.418, no Rio Grande do Sul.

#### Gestão Celso Pitta e a crise do Malufismo
Embora Paulo Maluf tenha sido considerado um grande vencedor do ciclo eleitoral de 1996, a sua saída da prefeitura em 1997 é considerada um marco para o declínio do malufismo em São Paulo.

Celso Pitta (PPB) e Paulo Maluf (PPB) durante a campanha pela prefeitura de São Paulo em 1996.

Durante a tramitação da PEC da Reeleição, Maluf orientou seus correligionários a votarem contra o projeto do Governo. Entretanto, dos 88 deputados do PPB, 44 votaram a favor da reeleição, e, no Senado, 4 dos 6 pepebistas favoreceram a PEC. Outro fator que prejudicou a imagem nacional de Maluf e de Pitta foi a sua implicação no escândalo de desvio de recursos destinados a pagamentos de precatórios em São Paulo apurado pela CPI dos Títulos Públicos. Segundo o relatório final da CPI redigido pelo senador Roberto Requião (PMDB-PR), foram arrecadados com a venda de títulos 947,4 milhões de reais, mas foram utilizados para pagamento de dívidas judiciais apenas 141,4 milhões (14,93% do total), segundo os dados do TCM-SP.
Ainda durante a crise provocada pelo escândalo dos títulos público, em junho de 1997, o Ministério Público do Estado de São Paulo ajuizou uma "ação de responsabilidade civil por improbidade administrativa" em face do ex-prefeito Paulo Maluf e do prefeito Celso Pitta. Os promotores de justiça de São Paulo requereram inclusive a condenação de Maluf e Pitta à perda de função pública e à suspensão dos direitos políticos pelo prazo de 8 anos. Atendente aos pedidos do MP-SP, o juiz da 12ª Vara de Fazenda Pública de São Paulo determinou liminarmente o bloqueio dos bens do prefeito Celso Pitta. além de requerer a indisponibilidade dos seus bens dos acusados.
Após um divórcio conturbado em 1999, a ex-mulher do prefeito de São Paulo, Nicéia Pitta, decidiu corroborou as denúncias de corrupção contra ele. A ex primeira-dama acusou Pitta de orquestrar um esquema de corrupção e peculato para comprar vereadores para impedir a abertura de uma CPI. Após uma decisão cautelar, Pitta foi afastado do cargo de prefeito por 19 dias, momento em que foi substituído pelo vice, Regis de Oliveira (PMN), obtendo mediante recurso o direito de ser reconduzido.

Posteriormente, Pitta e Maluf romperiam. Em entrevista ao Estado de S. Paulo, em setembro de 2005, Maluf afirmou que:
Pitta me derrotou em 1998, com sequelas em 2000, mas não conta mais. Apagou de vez. Não tenho mais nenhum relacionamento pessoal com ele. Nem gostaria de ter. Sofri as consequências da administração de Pitta, mas ela não pesa mais em 2002. Eu ganho pelo que fiz, outros perdem pelo que deixaram de fazer.

#### Eleições de 1998 e o segundo mandato de Fernando Henrique Cardoso

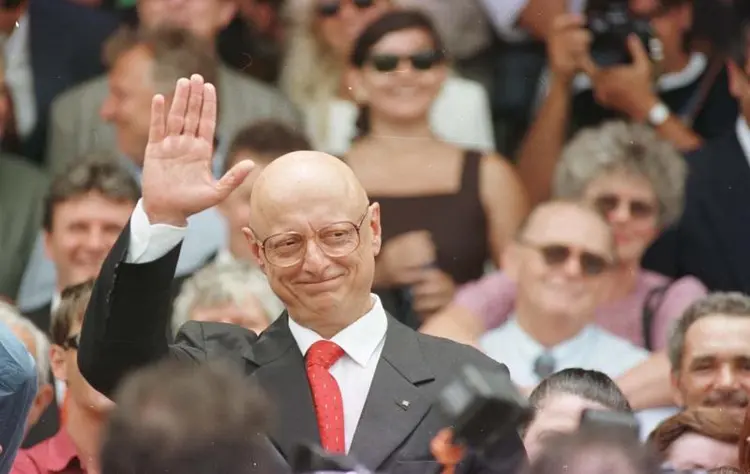
Governador Esperidião Amin (PPB-SC) na campanha de 1998

Maluf vinha se colocando como rival de F.H.C. e lançou sua pré-candidatura à presidência da República em convenção realizada em janeiro de 1997. No entanto, com o enfraquecimento de sua liderança no PPB em razão dos eventos daquele ano, acabou decidindo concorrer ao governo de São Paulo. Na convenção do PPB de novembro de 1997, Maluf foi eleito presidente nacional da sigla, ao passo que o partido homologou apoio formal à recondução do presidente tucano para a Eleição presidencial no Brasil em 1998. Mesmo assim, alguns deputados do baixo clero do partido, notadamente o deputado Jair Bolsonaro, lha fizessem oposição.
Assim sendo, nas eleições de 1998, o PPB lançou a candidatura de Paulo Maluf ao governo de São Paulo, em composição com Oscar Schmidt (PPB) para senador. No Rio de Janeiro, o partido apoiou César Maia (PFL) ao governo do estado, indicando o ex-Ministro do Planejamento, Roberto Campos (PPB) na vaga ao Senado Federal. Em Minas Gerais, integrou a coligação do tucano Eduardo Azeredo, com Murilo Badaró (PPB) para senador. Já no Rio Grande do Sul, a composição se deu com o peemedebistas Antônio Britto, apoiando José Otávio Germano (PPB) para vice-governador do estado.

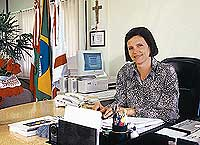
Prefeita de Florianópolis, Ângela Amin (PPB)

Em todo o país, o PPB somente elegeu dois senadores: Luiz Otávio Campos no Pará e Mozarildo Cavalcanti em Roraima. Inclusive, Roraima foi o case de maior sucesso para os pepebistas em 1998, vez que além da vaga de senador conseguiram também eleger o governador Neudo Campos (PPB). O único outro estado em que um governador do PPB se elegeu foi Santa Catarina, onde Esperidião Amin derrotou o incumbente Paulo Afonso Vieira (PMDB). Para a Câmara dos Deputados, o PPB elegeu 60 representantes, obtendo assim a 4ª maior bancada.
Para o segundo mandato do presidente Fernando Henrique Cardoso, o PPB foi agraciado com o Ministério do Trabalho, dirigido pelo então Ministro da Indústria e Comércio, Francisco Dornelles. O partido também ocupou o Ministério da Agricultura com Francisco Turra (PPB-RS).
Na eleição para mesa diretora da Câmara dos Deputados em 1999, o PPB apoiou Michel Temer (PMDB-SP) para presidente e Antônio Carlos Magalhães (PFL-BA) para presidente do Senado federal. O deputado Severino Cavalcanti (PPB-PE) ocupou o cargo de 2º Vice-Presidente da Câmara dos Deputados.

Paulo Maluf (PPB-SP) e Delfim Netto (PPB-SP) em 2002.

Em dezembro de 1999, o deputado pepebista Jair Bolsonaro (RJ) pregou abertamente o fuzilamento do Presidente da República. Em resposta, todas as lideranças partidárias, desde José Genoino (PT-SP) ao próprio líder do PPB, Severino Cavalcanti, condenaram a atitude. O presidente da Câmara, Michel Temer, considerou a abertura de processo formal de cassação e garantiu sanções à quebra de decoro parlamentar. Cavalcanti, que na ocasião também era o corregedor da Câmara dos Deputados por ser o 2º Vice-Presidente, defendeu que "[o Bolsonaro] está se excedendo demais nas palavras. Está abusando. Não posso assistir graciosamente um parlamentar pregar contra a vida de um semelhante".
Nas eleições municipais no Brasil em 2000, elegeu 619 prefeitos, mas apenas uma em capital: Ângela Amin em Florianópolis.
O PPB teve participação na crise no governo que assolou a eleição da mesa diretora da Câmara em 2000. Embora o presidente Fernando Henrique Cardoso (PSDB) tivesse negociado apoio à candidatura do pefelista Inocêncio de Oliveira (PE), o líder da bancada tucana, Aécio Neves (MG) projetou a sua candidatura própria. Quando Neves conseguiu costurar um bloco grande de deputados, o presidente se recusou a intervir – o que desgastaria a relação do governo com o PFL. Na ocasião, os votos do PPB foram decisivos para a vitória de Aécio, o que levou o PFL a reclamar a demissão de Francisco Dornelles do Ministério do Trabalho.
Nas eleições gerais de 2002, o PPB não apresentou candidato próprio à presidência da República e tampouco integrou alguma coligação para o Executivo federal. Para os governos dos estados, o PPB apresentou seis candidaturas próprias: Maluf em São Paulo; Esperidião Amin em Santa Catarina; Fernando Freire no Rio Grande do Norte; Celso Bernardi no Rio Grande do Sul; Benedito Domingos no Distrito Federal; e Natanael Silva em Rondônia. Dentre todos esses candidatos, somente Amin e Freire conseguiriam disputar o segundo turno, mas nenhum deles com sucesso.
As bancadas federais do partido saíram diminuídas, com apenas 38 deputados federais – o equivalente a 8,74% das cadeiras – e nenhum senador eleito. No segundo turno, o partido apoiou formalmente José Serra.

### Mudança de nome e participação no Governo Lula
A incapacidade de Maluf de chegar ao segundo turno em São Paulo sedimentou a trajetória de declínio do malufismo. Diante disso, logo após o pleito de 2002, em abril de 2003, o PPB realizou uma convenção nacional para desvincular-se da imagem de Maluf. Nesta convenção, o deputado Pedro Corrêa (PE) foi eleito presidente nacional da sigla e Maluf passou a ocupar a posição de presidente de honra do partido. Também foi aprovada a mudança de nome para Partido Progressista (PP).
"Precisamos encontrar uma identidade e um novo rumo para o partido. O PPB era um partido estigmatizado por ter sido criado por pessoas que participaram da revolução [movimento militar de 1964]. Estamos mudando a cara do partido, ele não é mais de uma pessoa só, é de todos os membros". Pedro Corrêa à Folha de S.Paulo, 2003
Na eleição para a mesa diretora da Câmara de 2003, o PP apoiou João Paulo Cunha (PT-SP) e Severino Cavalcanti obteve 456 votos para o cargo de 2º Secretário.

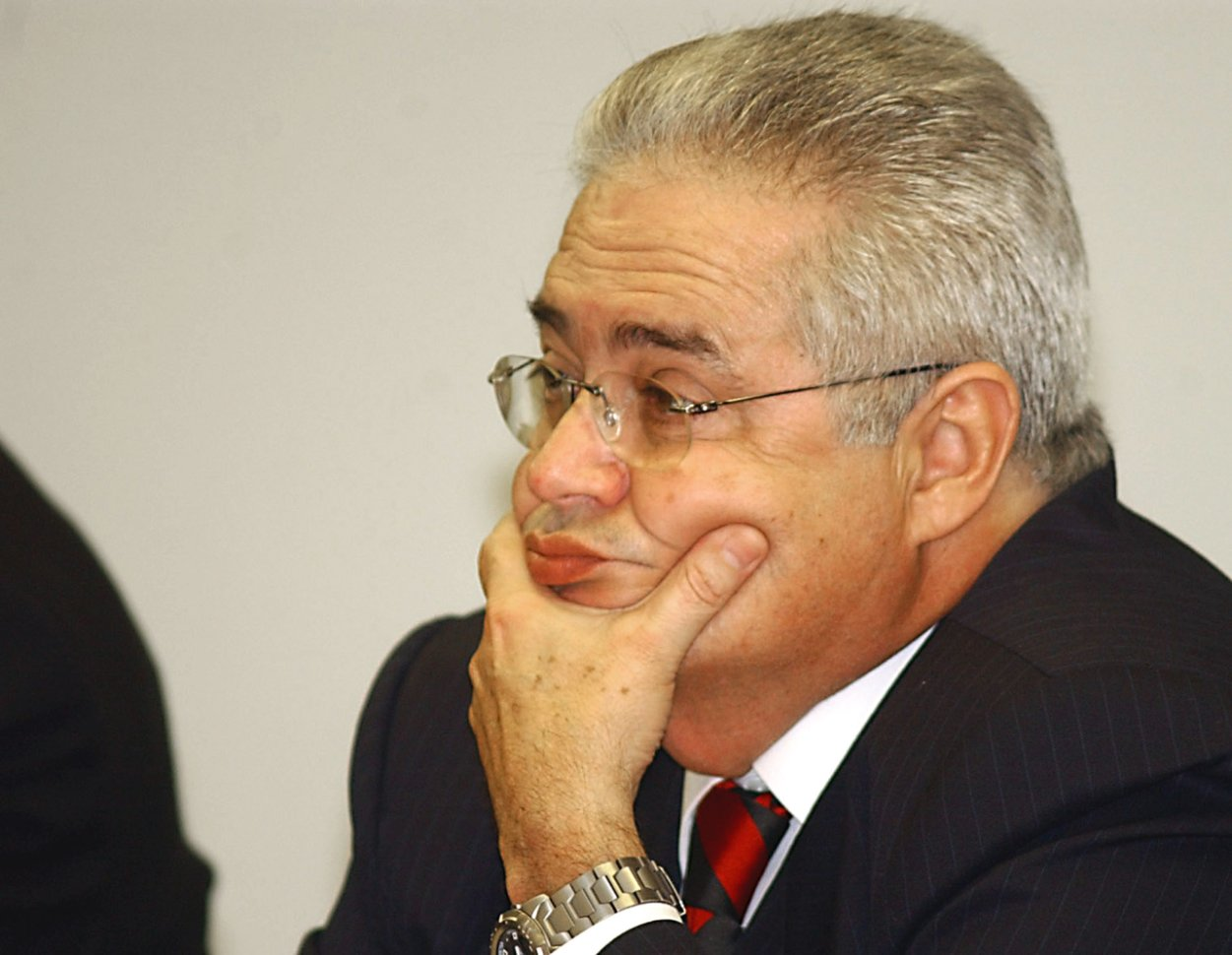
O presidente do PP, deputado Pedro Corrêa (PE) participa da reunião do Conselho de Ética e Decoro Parlamentar para discutir e votar o relatório do deputado Carlos Sampaio (PSDB-SP) relativo ao processo a favor de sua cassação.

Ainda em 2003, cresce a tendência governista no partido. Os deputados Delfim Netto (PPB-SP) – primeiro vice-presidente nacional – e Severino Cavalcanti (PPB-PE), bem como o próprio presidente da sigla, Pedro Corrêa (PE), defense deram a adesão à coalizão do presidente Luiz Inácio Lula da Silva (PT). Somente uma corrente minoritária liderada pelo deputado Ricardo Barros (PP-PR), ex-líder do governo F.H.C., rejeitava a adesão.
Num primeiro momento, embora formalmente na coalizão do governo, o PP não ocupou nenhum ministério. Todas as indicações do partido se deram no segundo e no terceiro escalão da Administração pública federal, especialmente nas delegacias federais da agricultura nos Estado e no Departamento Nacional de Produção Mineral nos Estados.
Discussões acerca de uma possível fusão com o Prona tiveram início nessa época, mas Pedro Corrêa garantiu que, caso isso se concretizasse, não haveria candidatura antecipada de Enéas Carneiro (SP) à presidência da República. O Prona se aproximou do PP ainda mais através da composição de um bloco parlamentar.
Nas eleições municipais de 2004, o PP elegeu 551 prefeitos em todo o território nacional, tornando-se o 4º maio partido. Entretanto, não elegeu nenhum prefeito em capitais. No Rio de Janeiro, indicou o líder evangélico Manoel Ferreira (PP) para vice na chapa de Luiz Paulo Conde (PMDB) – que logrou a terceira posição com 11,18% do votos. Em São Paulo, lançou a candidatura própria de Paulo Maluf, que foi novamente derrotado em primeiro turno com 11,91% dos votos.

#### Presidência de Severino Cavalcanti na Câmara dos Deputados

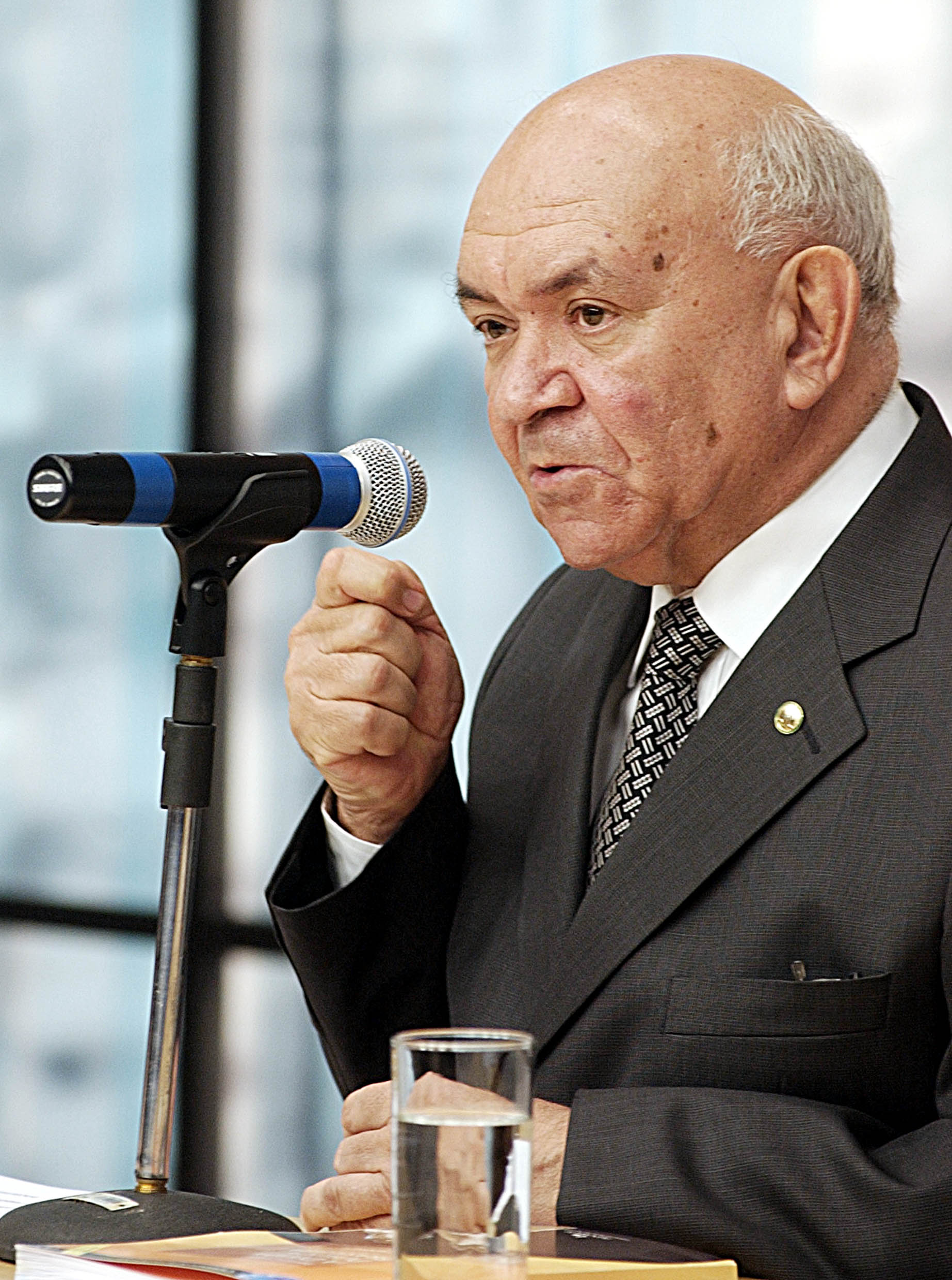
Presidente da Câmara dos Deputados, Severino Cavalcanti (PP-PE).

Em fevereiro de 2005, a eleição da mesa diretora da Câmara contou com uma surpreendente vitória da candidatura independente do pepista Severino Cavalcanti. A tendência natural era a eleição do deputado Luiz Eduardo Greenhalgh (PT-SP), que fora lançado oficialmente pelo governo. No entanto, a candidatura avulsa de Virgílio Guimarães (PT-MG) diluiu os votos da base petista e obscureceu as projeções de vitória   de Greenhalgh. Neste contexto é que ganhou tração a candidatura de Cavalcanti, que obteve votação surpreendente no primeiro turno e conseguiu empurrar a disputa para uma decisão de segundo turno.
Considerado o "Rei do Baixo Clero", Cavalcanti se reuniu com todas as lideranças partidárias entre o primeiro e o segundo turno, prometendo inclusive discutir o aumento do salário dos deputados federais caso eleito fosse. A postura de independência da Câmara frente ao Executivo, defendida por Cavalcanti, também agradou aos deputados que reclamavam de excessivas medidas provisórias até então emanadas pelo governo Lula até aquele momento. Além do presidente da Câmara, o PP também passou a ocupar a 2ª vice-presidência da casa, com o parlamentar Ciro Nogueira (PP-PI) que era considerado um discípulo de Severino Cavalcanti.

Presidente da Câmara dos Deputados Severino Cavalcanti (PP-PE) e o deputado Ciro Nogueira (PP-PI). Cavalcanti recebeu a alcunha de "Rei do Baixo Clero" e Nogueira de "Príncipe do Baixo Clero".

Após a eleição na Câmara, o PP passa a pressionar o governo Lula pela obtenção de um ministério. Em abril de 2005, é realizada uma convenção em que o partido decide adotar postura forma de independência. Em julho, o presidente Lula nomeou removeu Olívio Dutra (PT-RS) do Ministério das Cidades e nomeou Márcio Fortes de Almeida (PP-RJ) em seu lugar.
Severino Cavalcanti também projetou alguns dos seus aliados mais próximos: é a partir deste momento que a liderança do assessor de Cavalcanti, Eduardo da Fonte (PP-PE), e do deputado Ciro Nogueira começa a crescer no Partido Progressista. Cavalcanti exigiu que o presidente Lula removesse o Ministro das Comunicações, Eunício Oliveira (PMDB-CE) em favor de Ciro Nogueira – pressão esta que não obteve resultados.
Após 7 meses de sua presidência, Severino Cavalcanti se encontrou implicado em denúncias formalizadas pelo Ministério Público Federal a respeito de um suposto escândalo que recebeu a alcunha de Mensalinho. Segundo denunciou o empresário Sebastião Buani à revista Veja, ele pagaria R$ 10.000,00 em propina todo mês ao presidente da Câmara para obter a concessão de instalação e operação de restaurantes nas dependências da casa legislativa. No final do mês de setembro, havia pressão entre diversos blocos da Câmara pelo afastamento de Cavalcanti.

Após a formalização de uma denúncia por quebra de decoro, que poderia levar à sua cassação e perda dos seus direitos políticos, em 21 de setembro, Cavalcanti anuncia a renúncia do seu mandato parlamentar – tornando-se o primeiro presidente da Câmara a renunciar um mandato na história do Brasil. Pronunciou discurso que se tornou célebre na política brasileira, em razão dos comentários raivosos e maniqueístas, em que denuncia uma conspiração de "elitizinhas que não querem largar o osso".
"Infelizmente, atraí forças antagônicas poderosas e destruidoras. [...] Meus acusadores não me deixaram alternativa. Optei pela renúncia, pois já me sabia condenado de antemão." Severino Cavalcanti à Câmara dos Deputados, 2005

#### Eleições de 2010
Nas eleições de 2010, as alianças entre os partidos moderados e de tendências pela esquerda acontecem em vários lugares, como na Bahia, onde o PP fez parte da coligação do candidato petista, tendo inclusive indicado o seu vice. Sobre esse tipo de coligações, a ex-prefeita de São Paulo e ex-petista Luísa Erundina declarou, ainda em maio de 2010, que "Dá uma tristeza, uma agonia ver o PP do Maluf com o PCdoB. Está tudo igual."

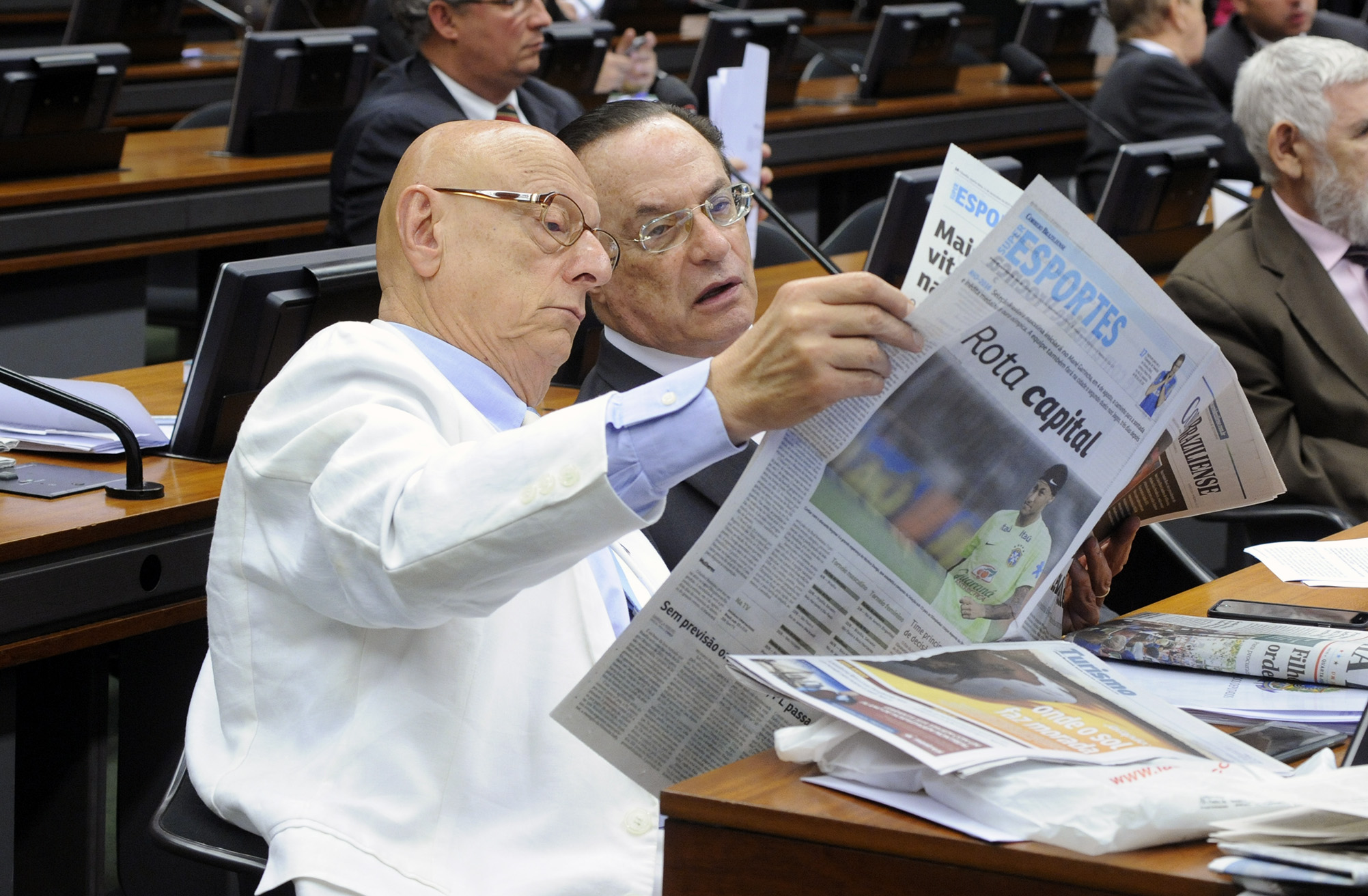
Deputados Paulo Maluf (PP-SP) e Esperidião Amin (PP-SC).

A partir de 2010 o PP começou a fazer parte da base aliada do governo Dilma Rousseff, tendo seus filiados Mário Negromonte pelo período de 1 de janeiro de 2011 até 2 de fevereiro de 2012 e Aguinaldo Ribeiro pelo período de 7 de fevereiro de 2012 até 17 de março de 2014 que assumiram o Ministério das Cidades, sendo este último substituído por Gilberto Occhi. Assim como muitos grandes partidos em 2012, o PP perdeu prefeituras, caiu de 551 em 2008 para 467 em 2012 e saiu das eleições como quinto partido com maior número de prefeituras. Nas capitais, o partido conseguiu eleger os prefeitos de Palmas e Campo Grande. Em São Paulo apoiou Haddad, do PT.
Em Abril de 2016, o PP rompeu oficialmente com o governo Dilma Rousseff e declarou o seu posicionamento a favor do impeachment da mesma. Após o impeachment, o PP apoiou o governo Michel Temer, tendo dois ministérios: o senador Blairo Maggi no Ministério da Agricultura e o deputado Ricardo Barros no Ministério da Saúde.
Em 16 de agosto de 2017, a sigla anunciou que seria rebatizada de Progressistas, em meio a uma tentativa de atrair novos eleitores devido ao desgaste provocado pela crise político-econômica de 2014. O pedido de renomeação foi deferido em 11 de setembro de 2018 por Edson Fachin. Em 2020 nas eleições municipais deste ano o partido elegeu dois prefeitos em capitais: Tião Bocalon em Rio Branco e Cícero Lucena em João Pessoa.
É o partido com o maior número de prefeitos eleitos no Rio Grande do Sul nas eleições de 2020.[carece de fontes?]
|                                               |  |                                               | Partido Social Liberal (PSL) 1994–2022    | Partido Social Liberal (PSL) 1994–2022          |  | União Brasil (UNIÃO) 2022–presente              | União Brasil (UNIÃO) 2022–presente  | União Brasil (UNIÃO) 2022–presente |
| Aliança Renovadora Nacional (ARENA) 1966–1979 |  | Partido da Frente Liberal (PFL) 1985–2007     | Partido da Frente Liberal (PFL) 1985–2007 | Democratas (DEM) 2007–2022                      |  | União Brasil (UNIÃO) 2022–presente              | União Brasil (UNIÃO) 2022–presente  | União Brasil (UNIÃO) 2022–presente |
| Aliança Renovadora Nacional (ARENA) 1966–1979 |  | Partido Democrático Social (PDS) 1980–1993    |                                           | Partido Progressista Reformador (PPR) 1993–1995 |  | Partido Progressista Brasileiro (PPB) 1995–2003 | Partido Progressista (PP) 2003–2017 | Progressistas (PP) 2017–presente   |
|                                               |  | Partido Democrata Cristão (PDC) 1985–1993     |                                           | Partido Progressista Reformador (PPR) 1993–1995 |  | Partido Progressista Brasileiro (PPB) 1995–2003 | Partido Progressista (PP) 2003–2017 | Progressistas (PP) 2017–presente   |
|                                               |  | Partido Social Trabalhista (PST) 1988–1993    |                                           | Partido Progressista (PP) 1993–1995             |  | Partido Progressista Brasileiro (PPB) 1995–2003 | Partido Progressista (PP) 2003–2017 | Progressistas (PP) 2017–presente   |
|                                               |  | Partido Trabalhista Renovador (PTR) 1985–1993 |                                           | Partido Progressista (PP) 1993–1995             |  | Partido Progressista Brasileiro (PPB) 1995–2003 | Partido Progressista (PP) 2003–2017 | Progressistas (PP) 2017–presente   |

## Participação em Ministérios
| Governo              | Governo                  | Casa Civil                        | Casa Civil | Ministro | Seção | Período | Pasta                                       | Presidente do PPB/PP               |
| -------------------- | ------------------------ | --------------------------------- | --- | --- | --- | --- | ------------------------------------------- | ---------------------------------- |
|                      | Cardoso 1995 a 2003 PSDB |                                   | Clóvis Carvalho PSDB 1995 a 1999                                                                                      | Francisco Dornelles                                                                                                   | PPB-RJ | 1996-1998 | Indústria e Comércio                        | Esperidião Amin 1995 a 1999        |
| Francisco Dornelles  | Cardoso 1995 a 2003 PSDB | PPB-RJ                            | Clóvis Carvalho PSDB 1995 a 1999                                                                                      | 1999-2002 | Trabalho e Previdência Social                                                                                         | |                                             | Esperidião Amin 1995 a 1999        |
| Francisco Turra      | Cardoso 1995 a 2003 PSDB | PPB-RS                            | Clóvis Carvalho PSDB 1995 a 1999                                                                                      | 1998-1999 | Agricultura | |                                             | Esperidião Amin 1995 a 1999        |
|                      | Cardoso 1995 a 2003 PSDB | Pedro Parente 1999 a 2003         | Francisco Dornelles                                                                                                   | PPB-RJ | 1999-2002 | Trabalho e Previdência Social                                                                                         | Paulo Maluf 1999 a 2003                     |                                    |
| Francisco Turra      | Cardoso 1995 a 2003 PSDB | Pedro Parente 1999 a 2003         | PPB-RS | 1998-1999 | Agricultura | | Paulo Maluf 1999 a 2003                     |                                    |
| Pratini de Moraes    | Cardoso 1995 a 2003 PSDB | Pedro Parente 1999 a 2003         | PPB-RS | 1999-2003 | Agricultura | | Paulo Maluf 1999 a 2003                     |                                    |
|                      | Lula PT 2003 a 2011      |                                   | José Dirceu PT 2003 a 2005                                                                                            | Base do governo, mas não ocupou ministérios                                                                           | Base do governo, mas não ocupou ministérios                                                                           | Base do governo, mas não ocupou ministérios                                                                           | Base do governo, mas não ocupou ministérios | Pedro Corrêa 2003 a 2007           |
|                      | Lula PT 2003 a 2011      | Dilma Rousseff PT 2005 a 2010     | Márcio Fortes de Almeida                                                                                              | PP-RJ | 2005-2011 | Cidades | Francisco Dornelles 2007 a 2013             |                                    |
|                      | Lula PT 2003 a 2011      | Erenice Guerra PT 2010            | Márcio Fortes de Almeida                                                                                              | PP-RJ | 2005-2011 | Cidades | Francisco Dornelles 2007 a 2013             |                                    |
|                      | Lula PT 2003 a 2011      | Esteves Lima 2010 a 2011          | Márcio Fortes de Almeida                                                                                              | PP-RJ | 2005-2011 | Cidades | Francisco Dornelles 2007 a 2013             |                                    |
|                      | Rousseff PT 2011 a 2016  |                                   | Antonio Palocci PT 2011                                                                                               | Mário Negromonte | PP-RJ | 2011-2012 | Francisco Dornelles 2007 a 2013             | Cidades                            |
|                      | Rousseff PT 2011 a 2016  | Gleisi Hoffmann PT 2011 a 2014    | Mário Negromonte | PP-RJ | 2011-2012 | Cidades | Francisco Dornelles 2007 a 2013             |                                    |
| Mendes Ribeiro Filho | Rousseff PT 2011 a 2016  | Gleisi Hoffmann PT 2011 a 2014    | PP-RS | 2011-2013 | Agricultura e Pecuária                                                                                                | Ciro Nogueira 2013 em diante                                                                                          |                                             |                                    |
|                      | Rousseff PT 2011 a 2016  | Aloizio Mercadante PT 2014 a 2015 | Aguinaldo Ribeiro | PP-PB | 2012-2014 | Ciro Nogueira 2013 em diante                                                                                          | Cidades                                     |                                    |
| Gilberto Occhi       | Rousseff PT 2011 a 2016  | Aloizio Mercadante PT 2014 a 2015 | PP-MG | 2014-2015 | Cidades | Ciro Nogueira 2013 em diante                                                                                          |                                             |                                    |
|                      | Rousseff PT 2011 a 2016  | Jaques Wagner 2015 a 2016         | Gilberto Occhi | PP-MG | 2014-2015 | Ciro Nogueira 2013 em diante                                                                                          | Cidades                                     |                                    |
|                      | Rousseff PT 2011 a 2016  | Eva Chiavon 2016                  | Resignação dos ministros do PP em abril de 2016, após a bancada deliberar favoravelmente ao impeachment da presidente | Resignação dos ministros do PP em abril de 2016, após a bancada deliberar favoravelmente ao impeachment da presidente | Resignação dos ministros do PP em abril de 2016, após a bancada deliberar favoravelmente ao impeachment da presidente | Resignação dos ministros do PP em abril de 2016, após a bancada deliberar favoravelmente ao impeachment da presidente |                                             |                                    |
|                      | Temer PMDB 2016 a 2019   |                                   | Eliseu Padilha PMDB 2016 a 2019                                                                                       | Blairo Maggi | PP-MT | Ciro Nogueira 2013 em diante                                                                                          | 2016-2019                                   | Agricultura e Pecuária             |
| Ricardo Barros       | Temer PMDB 2016 a 2019   | PP-PR                             | Eliseu Padilha PMDB 2016 a 2019                                                                                       | 2016-2018 | Saúde | Ciro Nogueira 2013 em diante                                                                                          |                                             |                                    |
| Alexandre Baldy      | Temer PMDB 2016 a 2019   | PP-GO                             | Eliseu Padilha PMDB 2016 a 2019                                                                                       | 2017-2019 | Cidades | Ciro Nogueira 2013 em diante                                                                                          |                                             |                                    |
| Gilberto Occhi       | Temer PMDB 2016 a 2019   | PP-MG                             | Eliseu Padilha PMDB 2016 a 2019                                                                                       | 2018-2019 | Saúde | Ciro Nogueira 2013 em diante                                                                                          |                                             |                                    |
|                      | Bolsonaro PL 2019 a 2023 |                                   | Onyx Lorenzoni DEM 2019 a 2020                                                                                        | Damares Alves | PP-DF | Ciro Nogueira 2013 em diante                                                                                          | 2019-2022                                   | Mulher, Família e Direitos Humanos |
|                      | Bolsonaro PL 2019 a 2023 | Walter Braga Netto 2020 a 2021    | Damares Alves | PP-DF | 2019-2022 | Ciro Nogueira 2013 em diante                                                                                          | Mulher, Família e Direitos Humanos          |                                    |
|                      | Bolsonaro PL 2019 a 2023 | Luiz Eduardo Ramos 2021           | Ministra Damares Alves deixa o PP                                                                                     | Ministra Damares Alves deixa o PP                                                                                     | Ministra Damares Alves deixa o PP                                                                                     | Ministra Damares Alves deixa o PP                                                                                     |                                             |                                    |
|                      | Bolsonaro PL 2019 a 2023 | Ciro Nogueira PP 2021 a 2022      | Tereza Cristina | PP-MS | 2022 | Ciro Nogueira 2013 em diante                                                                                          | Agricultura e Pecuária                      |                                    |
|                      | Lula PT 2023 em diante   |                                   | Rui Costa PT 2023 em diante                                                                                           | André Fufuca | PP-MA | Ciro Nogueira 2013 em diante                                                                                          | 2023 em diante                              | Esporte                            |

## Organização
| Presidentes nacionais | Presidentes nacionais | Presidentes nacionais | Presidentes nacionais |
| Imagem                | Nome                  | Período               | Período               |
| Imagem                | Nome                  | Início                | Fim                   |
| --------------------- | --------------------- | --------------------- | --------------------- |
|                       | Esperidião Amin       | 1995                  | 1999                  |
|                       | Paulo Maluf           | 1999                  | 2003                  |
|                       | Pedro Corrêa          | 2003                  | 2005                  |
|                       | Nélio Dias            | 2005                  | 2007                  |
|                       | Francisco Dornelles   | 2007                  | 2013                  |
|                       | Ciro Nogueira         | 2013                  | –                     |

| Governadores atuais (3) | Governadores atuais (3) | Governadores atuais (3) |
| UF                      | Governador              | Imagem                  |
| ----------------------- | ----------------------- | ----------------------- |
| AC                      | Gladson Cameli          | Gladson Cameli          |
| MS                      | Eduardo Riedel          | Eduardo Riedel          |
| RR                      | Antonio Denarium        | Gladson Cameli          |

| Senadores atuais (6) | Senadores atuais (6)                                      | Senadores atuais (6) |
| UF | Senador(a) e Legislaturas                                 | Imagem               |
| --- | --------------------------------------------------------- | -------------------- |
| RR | Hiran Gonçalves 57ª                                       | Hiran Gonçalves      |
| PI | Ciro Nogueira 54ª e 55ª 56ª e 57ª (presidente do partido) | Ciro Nogueira        |
| SE | Laercio Oliveira 57ª                                      | Laercio Oliveira     |
| RS | Luis Carlos Heinze 56ª e 57ª                              | Luis Carlos Heinze   |
| SC | Esperidião Amin 49ª e 50ª 56ª e 57ª                       | Esperidião Amin      |
| MS | Tereza Cristina 57ª                                       | Tereza Cristina      |
| Observações: Os nomes marcados com o símbolo * foram (re)eleitos em 2018 ou em 2022 por outros partidos. Nomes marcados com o símbolo + são suplentes em exercício ou efetivados. |                                                           |                      |

| Deputados federais atuais (42) | Deputados federais atuais (42)      | Deputados federais atuais (42) | Deputados federais atuais (42) |
| UF | Deputado(a)                         | UF                             | Deputado                       |
| --- | ----------------------------------- | ------------------------------ | ------------------------------ |
| AC | Gerlen Diniz                        | PE                             | Eduardo da Fonte⁴              |
| AC | Socorro Neri                        | PE                             | Fernando Monteiro²             |
| AC | Zezinho Barbary                     | PE                             | Lula da Fonte                  |
| AL | Arthur Lira³ (presidente da câmara) | PI                             | Átila Lira                     |
| AL | Daniel Barbosa                      | PI                             | Júlio Arcoverde                |
| AL | Delegado Fabio Costa                | PR                             | Dilceu Sperafico               |
| AL | Marx Beltrão²*                      | PR                             | Pedro Lupion                   |
| BA | Cláudio Cajado⁷                     | PR                             | Ricardo Barros                 |
| BA | João Leão                           | PR                             | Tião Medeiros                  |
| BA | Mário Negromonte Jr.²               | PR                             | Toninho Wandscheer             |
| BA | Neto Carletto                       | RJ                             | Bebeto                         |
| CE | AJ Albuquerque                      | RJ                             | Luiz Antônio Teixeira Jr.      |
| ES | Josias da Vitória                   | RJ                             | Júlio Lopes                    |
| ES | Evair de Melo²                      | RJ                             | Marcelo Queiroz                |
| GO | Adriano do Baldy                    | RS                             | Afonso Hamm⁵                   |
| RS | Covatti Filho²                      |                                |                                |
| MA | Amanda Gentil                       | RS                             | Pedro Westphalen               |
| MA | Allan Garcês+                       | SE                             | Thiago de Joaldo               |
| MG | Ana Paula Junqueira Leão            | SP                             | Bruno Lima                     |
| MG | Dimas Fabiano³                      | SP                             | Delegado Da Cunha              |
| MG | Pinheirinho                         | SP                             | Fausto Pinato²                 |
| MS | Luiz Ovando                         | SP                             | Maurício Neves                 |
| PB | Aguinaldo Ribeiro³                  | TO                             | Lázaro Botelho                 |
| PB | Mersinho Lucena                     | TO                             | Vicentinho Júnior              |
| PE | Clarissa Tércio                     |                                |                                |
| Observações: Nomes marcado com o símbolo * foram eleitos em 2022 por outros partidos. Nomes marcados com o símbolo + são suplentes em exercício ou efetivados. Os números (a partir de 2) indicam a quantidade de mandatos exercidos no cargo. |                                     |                                |                                |

### Outras lideranças notáveis
| Nome                          | Posição de destaque                     | Estado             |
| ----------------------------- | --------------------------------------- | ------------------ |
| Paulo Maluf                   | ex-Governador e ex-Prefeito             | São Paulo          |
| Roberto Campos Falecido       | ex-Ministro e ex-Senador                | Rio de Janeiro     |
| Ana Amélia Lemos              | ex-Senadora                             | Rio Grande do Sul  |
| Antônio Delfim Netto Falecido | ex-Ministro e ex-Deputado Federal       | São Paulo          |
| Benedito de Lira              | ex-Senador                              | Alagoas            |
| Jair Soares                   | ex-Governador                           | Rio Grande do Sul  |
| João Leão                     | ex-Vice-Governador e deputado federal   | Bahia              |
| Blairo Maggi                  | ex-Ministro, ex-Governador e ex-Senador | Mato Grosso        |
| Alcides Bernal                | ex-Prefeito                             | Mato Grosso do Sul |
| Cida Borghetti                | ex-Governadora                          | Paraná             |
| Francisco Dornelles Falecido  | ex-Governador e ex-Senador              | Rio de Janeiro     |
| Ivo Cassol                    | ex-Governador e ex-Senador              | Rondônia           |
| Neudo Campos                  | ex-Governador                           | Roraima            |
| Suely Campos                  | ex-Governadora                          | Roraima            |
| Severino Cavalcanti Falecido  | ex-Presidente da Câmara dos Deputados   | Pernambuco         |
| Antônio Salim Curiati         | ex-Prefeito e ex-Deputado Federal       | São Paulo          |
| Jarbas Passarinho Falecido    | ex-Ministro, ex-Governador e ex-Senador | Pará               |
| Pratini de Moraes             | ex-Ministro                             | Rio Grande do Sul  |

### Número de filiados
| Data      | Filiados  | Crescimento anual | Crescimento anual |
| --------- | --------- | ----------------- | ----------------- |
| dez./2006 | 1.267.497 | –                 | –                 |
| dez./2007 | 1.280.537 | 13.0040           | +1,0%             |
| dez./2008 | 1.262.287 | 18.250            | -1,4%             |
| dez./2009 | 1.204.117 | 58.170            | -4,8%             |
| dez./2010 | 1.369.299 | 165.182           | +13%              |
| dez./2011 | 1.409.247 | 39.948            | +2,9%             |
| dez./2012 | 1.415.451 | 6.204             | +0,4%             |
| dez./2013 | 1.415.634 | 183               | +0,0%             |
| dez./2014 | 1.413.977 | 1.657             | -0,1%             |
| dez./2015 | 1.419.386 | 5.409             | +0,3%             |
| dez./2016 | 1.437.887 | 18.501            | +1,3%             |
| dez./2017 | 1.439.691 | 1.804             | +0,1%             |
| dez./2018 | 1.444.626 | 4.935             | +0,3%             |
| dez./2019 | 1.276.421 | 168.205           | -13%              |
| dez./2020 | 1.348.335 | 71.914            | +5,6%             |
| dez./2021 | 1.321.783 | 26.552            | -1,9%             |
| dez./2022 | 1.293.592 | 28.191            | -2,1%             |

## Desempenho eleitoral

### Eleições parlamentares
| Legislatura      | Bancada  | %     | ±  |
| ---------------- | -------- | ----- | -- |
| 50.ª (1995–1999) | 72 / 513 | 14,03 | 30 |
| 51.ª (1999–2003) | 60 / 513 | 11,69 | 12 |
| 52.ª (2003–2007) | 49 / 513 | 9,55  | 11 |
| 53.ª (2007–2011) | 42 / 513 | 8,18  | 7  |
| 54.ª (2011–2015) | 44 / 513 | 8,57  | 2  |
| 55.ª (2015–2019) | 47 / 513 | 9,16  | 3  |
| 56.ª (2019–2023) | 37 / 513 | 7,21  | 10 |
| 57.ª (2023–2027) | 47 / 513 | 9,16  | 10 |

| Legislatura      | Bancada | %    | ± |
| ---------------- | ------- | ---- | - |
| 50.ª (1995–1999) | 7 / 81  | 8,64 | 5 |
| 51.ª (1999–2003) | 5 / 81  | 6,17 | 2 |
| 52.ª (2003–2007) | 1 / 81  | 1,23 | 4 |
| 53.ª (2007–2011) | 1 / 81  | 1,23 | 0 |
| 54.ª (2011–2015) | 5 / 81  | 6,17 | 4 |
| 55.ª (2015–2019) | 6 / 81  | 7,40 | 1 |
| 56.ª (2019–2023) | 6 / 81  | 7,40 | 0 |
| 57.ª (2023–2027) | 6 / 81  | 7,40 | 0 |

### Eleições presidenciais
| Ano  | Imagem | Candidato(a) a Presidente        | Candidato a Vice-Presidente | Coligação | Votos               | Posição |
| ---- | --- | -------------------------------- | --------------------------- | --- | ------------------- | ------- |
| 1998 | | Fernando Henrique Cardoso (PSDB) | Marco Maciel (PFL)          | União, Trabalho e Progresso (PSDB, PFL, PPB, PTB e PSD)                                                                           | 35.936.540 (53,06%) | 1ª      |
| 2010 | | Dilma Rousseff (PT)              | Michel Temer (PMDB)         | Para o Brasil Seguir Mudando (PT, PMDB, PR, PSB, PDT, PCdoB, PSC, PRB, PTC e PTN) apoio informal de 22 diretórios estaduais do PP | 55.752.529 (56,05%) | 1ª      |
| 2010 | Observação: os diretórios estaduais de AL, MG, PR e RS apoiaram José Serra (PSDB) e os diretorios de SP e SC ficaram neutros. |                                  |                             | |                     |         |
| 2014 | | Dilma Rousseff (PT)              | Michel Temer (PMDB)         | Com a Força do Povo (PT, PMDB, PSD, PP, PR, PROS, PDT, PCdoB e PRB)                                                               | 54.495.459 (51,64%) | 1ª      |
| 2018 | | Geraldo Alckmin (PSDB)           | Ana Amélia (PP)             | Para Unir o Brasil (PSDB, PP, PTB, PSD, PRB, PR, DEM, Solidariedade e PPS)                                                        | 5.096.349 (4,76%)   | 4ª      |
| 2018 | Segundo turno: neutralidade e liberação de diretórios e filiados.                                                             |                                  |                             | |                     |         |
| 2022 | | Jair Bolsonaro (PL)              | Walter Braga Netto (PL)     | Pelo bem do Brasil (PL, Republicanos e PP)                                                                                        | 58.206.354 (49,1%)  | 2ª      |

## Controvérsias

### Corrupção
Com base em dados divulgados pelo Tribunal Superior Eleitoral, o Movimento de Combate à Corrupção Eleitoral divulgou um balanço, em 4 de outubro de 2007, com os partidos com maior número de bancadas dos parlamentares cassados por corrupção desde os anos 2000. O PP, segundo maior partido do Brasil a época, ocupa a quarta colocação no ranking, com 26 cassações.
Dos 45 representantes do partido no Congresso, 21 estão sendo investigados na Operação Lava Jato. Outros 11 ex-parlamentares do partido também estão sob suspeita. Entre eles, dois condenados no Escândalo do Mensalão.
Políticos diversos do PP, estão envolvidos e investigados no esquema conhecido como Petrolão. Os políticos foram citados pelos delatores, ex-diretor da Petrobras Paulo Roberto Costa, pelo doleiro Alberto Youssef, além de outros delatores. O esquema de corrupção da estatal está sendo investigado por uma operação da Polícia Federal de nome Operação Lava Jato.

### Improbidade administrativa
Em 30 de março de 2017, o Ministério Público Federal (MPF) ajuizou uma ação civil pública por improbidade administrativa contra o PP por desvios ocorridos na Petrobras, sendo a primeira contra um partido na Operação Lava Jato. Além do PP, são citados na ação um ex-assessor parlamentar e dez políticos, sendo quatro ex-deputados e seis parlamentares com mandato. Os políticos recebiam entre 30 e 300 mil reais de mesada.
O MPF ainda pede o ressarcimento de mais de 2 bilhões e 300 milhões de reais equivalentes à propina paga ao partido, além de multa e danos morais coletivos. Entre as consequências da ação para os políticos, caso sejam condenados, está a perda do cargo, suspensão de direitos políticos, perda da aposentadoria especial e devolução do dinheiro fruto de irregularidades. Em abril de 2017, a justiça bloqueou 9,8 milhões de reais do partido e outros 466 milhões de reais de políticos da legenda.

## Símbolos

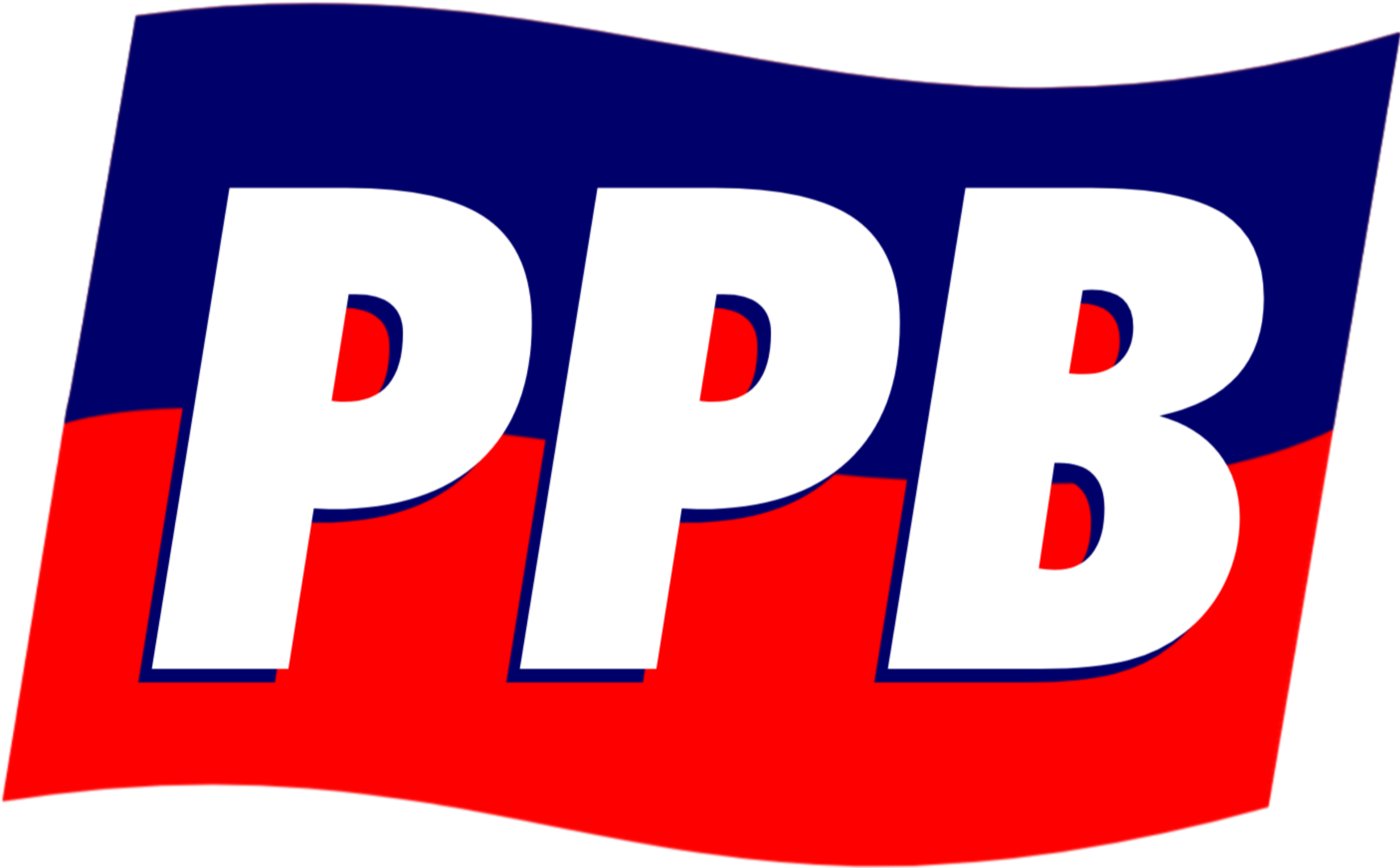
Símbolo usado de 1995 a 2003
Símbolo usado de 2003 a 2017
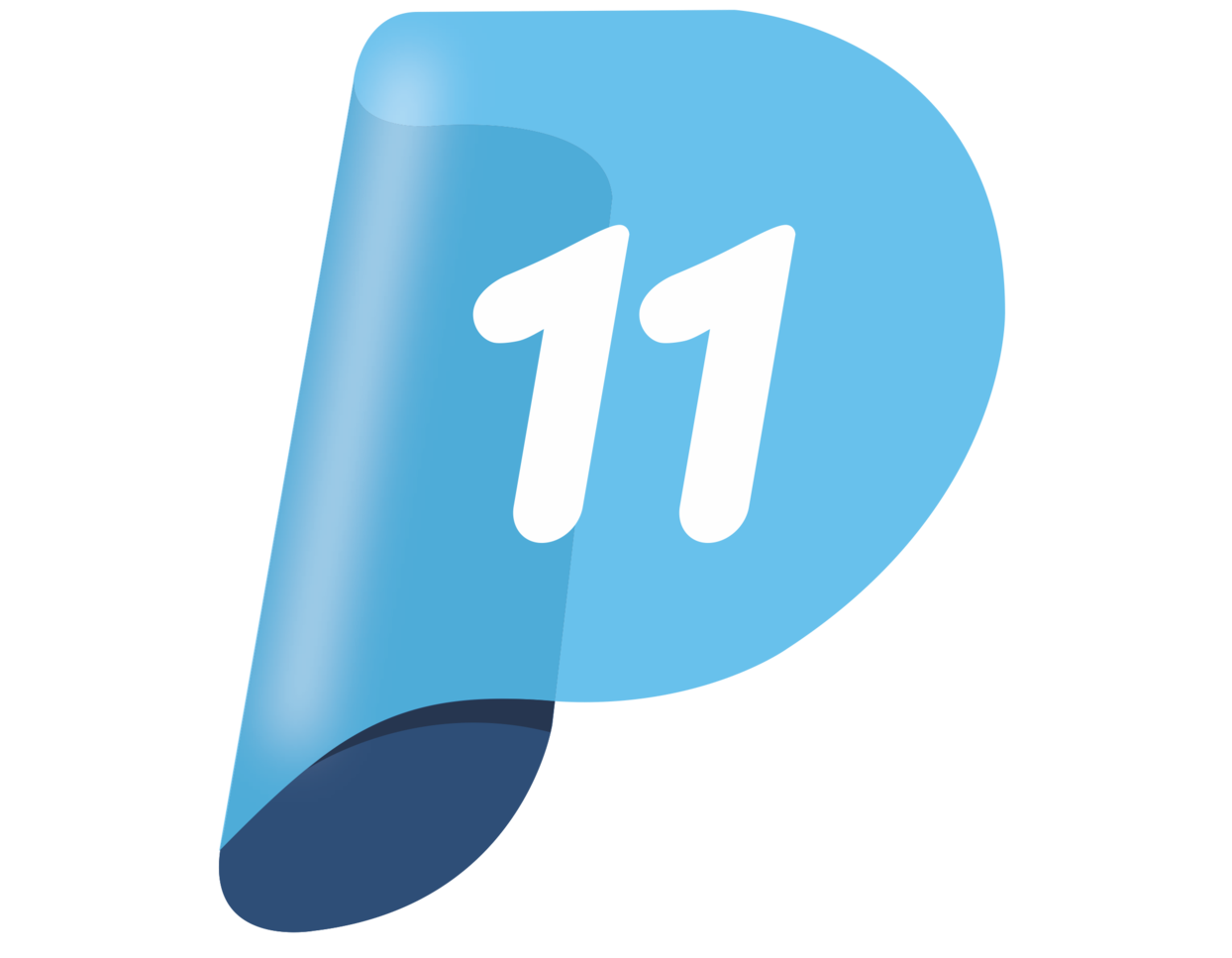
Símbolo atual desde 2017

Símbolo usado de 2003 a 2017
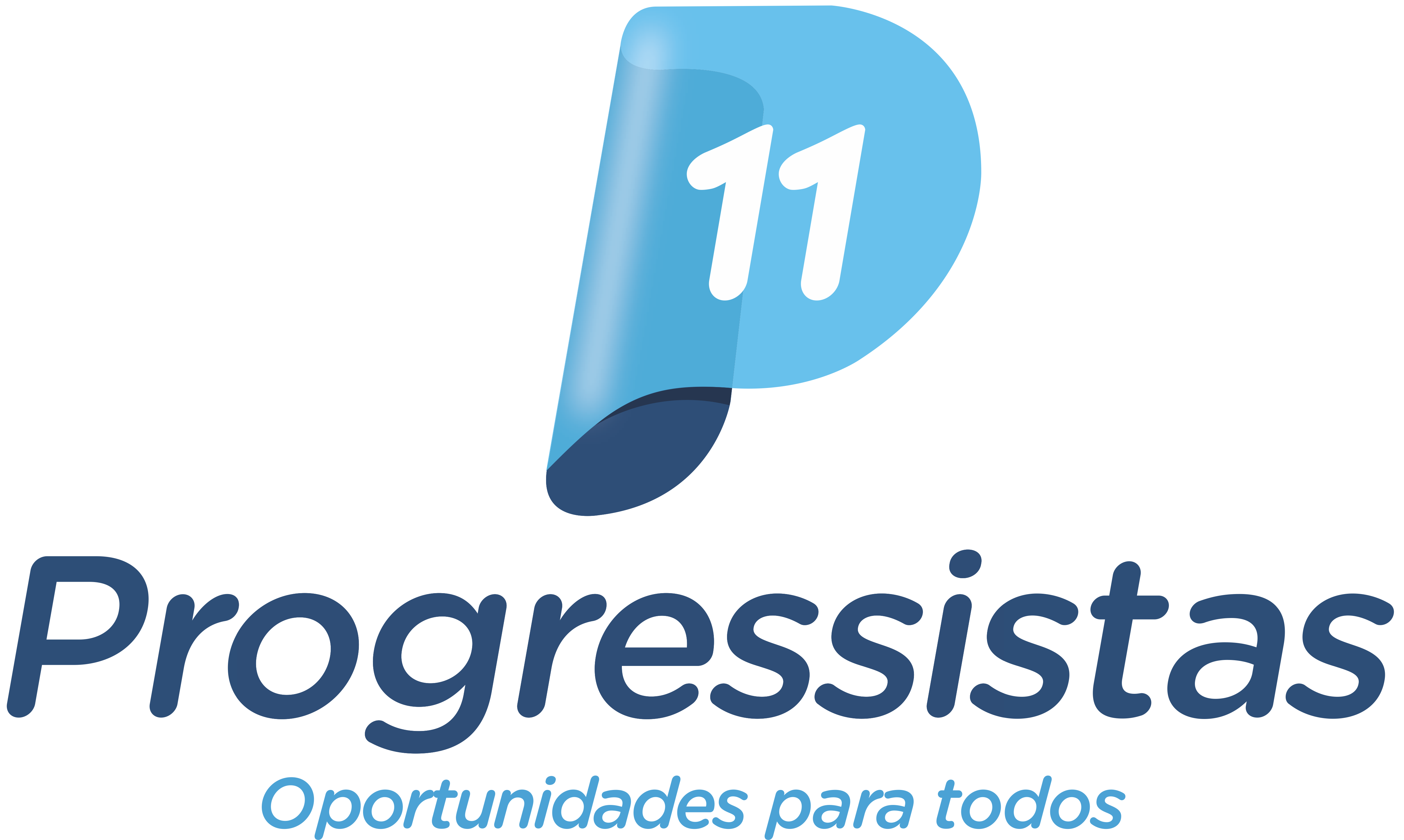
Símbolo atual desde 2017